# شهرك شهيد رجايي (فورغ)
شهرك شهيد رجايي (بالفارسية: شهرک شهید رجایی) هي قرية تقع في إيران في ناحية فورغ. يقدر عدد سكانها بـ 350 نسمة بحسب إحصاء 2016.